# Stenoma luscina
Stenoma luscina es una especie de polilla del género Stenoma, orden Lepidoptera.
Fue descrita científicamente por Zeller en 1877.

## Distribución
Se distribuye por Brasil, Guayanas y Panamá.